# 施特雷勒湖
52°47′17″N 13°33′9″E / 52.78806°N 13.55250°E
施特雷勒湖（德語：Strehlesee），是德國的湖泊，位於該國西南部，由勃蘭登堡州負責管轄，處於萬德利茨，長0.8公里、寬0.2公里，面積0.01平方公里，平均水深2米。